# سانتا أولايا ديل كالا
بلدية سانتا أولايا ديل كالا (بالإسبانية: Santa Olalla del Cala) هي بلدية تقع في مقاطعة ولبة التابعة لمنطقة أندلوسيا جنوب إسبانيا.

## الديموغرافيا
بلغ عدد سكان بلدية سانتا أولايا ديل كالا 2.190 نسمة عام 2011 (وفقاً للمعهد الوطني الإسباني للإحصاء).
| 2.285 | 2.297 | 2.192 | 2.143 | 2.142 | 2.187 | 2.190 |

## أعلام
- أنطونيو خيسوس فاسكيز مونيوث